# AS CotonTchad
Der AS CotonTchad ist ein tschadischer Fußballverein aus N’Djamena. Er trägt seine Heimspiele im Stade Omnisports Idriss Mahamat Ouya aus.
Der Verein, abgekürzt auch „ASCOT“, ist einer der erfolgreichsten des Landes. Er gewann 1996 und 1998 die Championnat National sowie 1995, 1999 und 2009 den Coupe du Tschad. Er konnte sich mehrmals für die afrikanischen Wettbewerbe qualifizieren, schied aber meist in der ersten Spielrunde aus. 1998 konnte er im CAF Cup das Viertelfinale erreichen, was bisher der größte internationale Erfolg eines Vereines aus dem Tschad ist.

## Statistik in den CAF-Wettbewerben
| Wettbewerb                    | Runde         | Gegner                  | Hinspiel | Rückspiel |  |
| ----------------------------- | ------------- | ----------------------- | -------- | --------- |  |
|                               |               |                         |          |           |  |
| CAF Cup 1992                  | 1. Runde      | Diamant Yaoundé         | 0:2 (A)  | 1:1 (H)   |  |
| African Cup Winners’ Cup 1996 | 1. Runde      | Canon Yaoundé           | 0:1 (A)  | 0:1 (H)   |  |
| CAF Champions League 1997     | Qualifikation | AS Tempête Mocaf Bangui | n. a.    | n. a.     |  |
|                               | 1. Runde      | Africa Sports National  | 0:3 (A)  | 2:1 (H)   |  |
| CAF Cup 1998                  | 1. Runde      | Muzinga FC              | 4:1 (A)  | n. a.     |  |
|                               | 2. Runde      | Jasper United           | 2:2 (A)  | 1:0 (H)   |  |
|                               | Viertelfinale | Nchanga Rangers FC      | 1:2 (H)  | 0:4 (A)   |  |
| CAF Champions League 1999     | Qualifikation | Almahalla SC            | 2:0 (H)  | 0:3 (A)   |  |
| African Cup Winners’ Cup 2000 | Qualifikation | JS du Ténéré            | 2:1 (H)  | 0:1 (A)   |  |
| CAF Confederation Cup 2007    | Qualifikation | Al-Ahly Tripolis        | 1:2 (A)  | 1:0 (H)   |  |
|                               | 1. Runde      | al-Merrikh Khartum      | 2:0 (H)  | 0:5 (A)   |  |
| CAF Confederation Cup 2008    | Qualifikation | Alakhdhar SC            | n. a.    | n. a.     |  |
| CAF Confederation Cup 2010    | Qualifikation | Al-Ahly Tripolis        | 0:0 (H)  | 0:2 (A)   |  |
| CAF Champions League 2016     | Qualifikation | ASEC Mimosas            | 0:1 (H)  | 0:0 (A)   |  |
| CAF Confederation Cup 2018/19 | Qualifikation | Gomido FC               | 2:0 (H)  | 1:1 (A)   |  |
|                               | 1. Runde      | al Zamalek SC           | 0:7 (A)  | 2:0 (H)   |  |
| CAF Confederation Cup 2019/20 | Qualifikation | CR Belouizdad           | 0:2 (A)  | 0:2 (H)   |  |

- 1997: Der AS Tempete Mocaf verzichtete nach der Auslosung auf die Teilnahme.
- 1998: Der Muzinga FC verzichtete auf das Rückspiel.
- 2008: Der Verein wurde nach der Auslosung disqualifiziert.